# Litholabis
Litholabis – wymarły rodzaj owadów z rzędu skorków i podrzędu Neodermaptera, obejmujący tylko jeden znany gatunek: Litholabis gilberti.
Jedyny zaliczany do tego rodzaju gatunek opisany został w 1890 roku przez Samuela Hubbarda Scuddera jako Labiduromma gilberti. Opisu dokonano na podstawie skamieniałości znalezionych w Florissant w Kolorado (Stany Zjednoczone) i pochodzących z przełomu eocenu i oligocenu. W 2010 roku Stylianos Chatzimanolis i Michael Engel dokonali rewizji rodzaju Labiduromma, wydzielając ten gatunek do monotypowego rodzaju Litholabis. Nazwa rodzajowa jest połączeniem greckich słów lithos („kamień”) i labis („szczypce”).
Owady te miały nieco szersze niż dłuższe, prawie kwadratowe przedplecze o szerokości mniejszej od szerokości głowy. Pokrywy (tegminy) były mniej więcej dwukrotnie dłuższe niż szerokie, o stosunkowo prostych krawędziach bocznych i tylnych. Wydłużony odwłok miał prawie równoległe boki. Długość ostatniego z jego tergitów była mniejsza od szerokości i prawie równa długości tergitu przedostatniego. Powierzchnia ostatniego tergitu była pozbawiona guzków. Drobnych rozmiarów pygidium miało kształt trójkąta. Przekształcone w szczypce przysadki odwłokowe miały długość równą prawie połowie długości odwłoka. Ich ramiona były niepiłkowane i bezzębne, prawie stykające się u nasady, w nasadowych ⅓ szerokie i niezwężające się, a w wierzchołkowych ⅔ sierpowato zagięte do wewnątrz i równomiernie zwężające się ku stosunkowo spiczasto zaokrąglonym wierzchołkom.